# Margaret Bradshaw
Margaret Ann Bradshaw (nascuda Margaret Ann Cresswell; Nottingham, 31 de desembre de 1941) és una geòloga neozelandesa de procedència britànica i una membre retirada del personal de la Universitat de Canterbury. És considerada un model de rol femení i influent en la investigació antàrtica.

## Joventut i educació
Nascuda Margaret Ann Cresswell a Nottingham (Anglaterra), el 31 de desembre de 1941, es va casar amb John Dudley Bradshaw a Nottingham el 1963, i es van traslladar a Christchurch, Nova Zelanda, el 1966. Bradshaw va començar a treballar allà en paleontologia invertebrada devoniana, incorporant-se progressivament a l'Antàrtida en la seva recerca. Ella es va convertir en una ciutadana neozelandesa el 1980.

## Carrera
Bradshaw va centrar la seva investigació en l'estructura i l'estratigrafia de les roques devonianes a Nova Zelanda i l'Antàrtida. Va treballar específicament en el desenvolupament i la relació dels terrenys paleozoics a Nova Zelanda, així com en la paleobiogeografia dels bivalves devonians i en la paleontologia i la significació ambiental de les traces fòssils paleozoiques a Nova Zelanda, l'Antàrtida i Austràlia. Bradshaw va ser comissària al Museu de Canterbury i els seus primers viatges a l'Antàrtida van ser per recollir fòssils i roques per a la mostra de l'Antàrtida. Bradshaw va ser la comissària de Geologia al Museu de Canterbury durant 17 anys. El seu primer viatge a l'Antàrtida va ser del 1975 al 1976 per recollir exemplars per a la Sala Antàrtica del museu. Bradshaw va ser la primera dona a dirigir una expedició de camp profund a l'Antàrtida durant la temporada 1979-1980 a la remota Ohio Range i va ser la primera a descobrir nous fòssils de peixos a les exposicions de les muntanyes Cook durant la temporada 1988-1989.
Bradshaw va ser la presidenta de la New Zealand Antarctic Society durant deu anys, fins al 2003. És membre de l'Associació de Paleontòlegs Australians.

## Premis i honors
Bradshaw és la segona dona que va guanyar la Medalla de la Reina Polar i la primera dona neozelandesa que va obtenir aquesta medalla el 1993. Va rebre la Medalla de Ciència i Tecnologia de la Reial Societat de Nova Zelanda el 1994. Bradshaw és membre de Vida Antàrtica de Nova Zelanda, nominada el 2006.
El Bradshaw Peak, situat al costat sud-oest de la glacera McLay a l'Antàrtida, es va nomenar en el seu honor.